# 汉斯·利伯希
漢斯·利伯希（德語發音：[hans ˈlɪpɐhaɪ]，荷蘭語發音：[ɦɑns ˈlɪpərɦɛi]；Lipperhey亦作Lippershey；1570年—1619年9月），或稱作約翰·利伯希（Johann Lippershey），德國裔荷蘭眼鏡製造師與發明家。因最早申請望遠鏡的專利而聞名於世，但現時仍未清楚他是否是第一個製造望遠鏡的人。

## 生平
漢斯·利伯希在1570年出生德國的韦瑟尔。他在1594年定居於荷蘭澤蘭省的省治米德爾堡，同年結婚和在1602年取得荷蘭的公民權。定居米德爾堡期間，他成為了一位鏡片研磨師與眼鏡製造師。1619年9月，利伯希於米德爾堡逝世，年約48至49歲。

### 發明望遠鏡
漢斯·利伯希最著名的事跡是發明望遠鏡，據文字記載，他曾於1608年申請折射望遠鏡的專利。利伯希對光學儀器的貢獻建基於他原本的工作－眼鏡製造師，這是一個始源於十三世紀意大利威尼斯和佛羅倫斯的行業，之後擴展至荷蘭和德國。
利伯希於1608年10月2日向荷蘭國會提交對其發現的「能看到很遠的地方，好像它們就在你附近一樣的東西」的專利申請，同時另一眼鏡製造師雅各布·梅修斯也要求擁有望遠鏡的所有權，最終雙方都未能取得專利。雖然如此，利伯希還是因其設計的望遠鏡複製品而從荷蘭政府中獲得豐富的報酬。
在大城王國國王厄伽陀沙律寫給大城王國駐荷蘭大使館的書信《由暹羅國王寫給莫里斯親王閣下，於1608年9月10日送抵海牙》的最後特別表揚漢斯·利伯希。該書信發行於同年10月並分發到整個歐洲，引起許多科學家的關注，其中包括保羅·薩爾皮、托馬斯·哈里奧特和伽利略·伽利萊。其中伽利略自製並改良了望遠鏡，將其用於天文觀察。
關於利伯希怎樣發明望遠鏡有幾個版本。其中一個版本是有2個小孩在玩利伯希店裡的透鏡，並告訴他怎樣看到遠處的風向標。其他則包括從他徒弟口中得知或抄襲別人的點子。利伯希最初製作的望遠鏡由2個凸透鏡（其中一個是物鏡）和1個目鏡組成。這款後來被希臘科學家喬瓦尼·德米西亞尼命名為「荷蘭透視望遠鏡」的望遠鏡有著3X的倍率。

## 記念
- 一個位於月球上雲海的撞擊坑被命名為利伯希（Lippershey）[10]。
- 小行星31338被命名為利伯希（Lippershey）[11]。